# Taylor Spur
Der Taylor Spur ist ein keilförmiger Felssporn an der Nordseite der Mündung des Guerrero-Gletschers auf der Ostseite der Sentinel Range des Ellsworthgebirges im westantarktischen Ellsworthland. Er gehört zu den Doyran Heights.
Der United States Geological Survey kartierte ihn anhand eigener Vermessungen und mithilfe von Luftaufnahmen der United States Navy zwischen 1957 und 1959. Das Advisory Committee on Antarctic Names benannte ihn 1961 nach Leutnant Howard C. Taylor III. (1929–2012), medizinischer Offizier der US Navy auf der Südpolstation im Jahr 1957.